# Dyscritothamnus
Dyscritothamnus é um género botânico pertencente à família Asteraceae.